# Дело организации «Ени фикир»
«Yeni Fikir» (Новая Мысль) — молодёжная оппозиционная организация, созданная при Партии Народный Фронт Азербайджана с целью вовлечения молодёжи в предвыборную кампанию перед парламентскими выборами 2005 г.
В августе 2005 года Генеральная прокуратура Азербайджана обвинила руководителя молодёжной организации «Ени фикир» Руслана Баширли в подготовке  государственного переворота в Азербайджане и связях с армянскими спецслужбами.
По данным генпрокуратуры, 28—29 июля 2005 года Руслан Баширли и заведующий отделом спорта этой организации Осман Алимурадов посетили Тбилиси, где встретились с Георгием Испиряном и неким Варданом, которые по данным генпрокуратуры в реальности являлись сотрудниками армянских спецслужб. Испирян заявил, что в Азербайджане необходима демократическая революция, для достижения которой он предложил Баширли создать панику и дестабилизировать обстановку в Азербайджане, устроив стрельбу на митинге оппозиции или нарушив режим прекращения огня на линии соприкосновения с армянскими войсками. Также Испирян обещал помочь Баширли с оружием. Как утверждает генпрокуратура Азербайджана, для реализации этого плана Испирян передал Баширли под расписку 2000 долларов США и пообещал ещё 20.000 долларов. Коллеге Баширли, Осману Алимурадову, была передана компрометирующая его и Баширли плёнка, где они беседуют с представителями армянских спецслужб, а также расписка Баширли, с требованием сотрудничества со спецслужбами Армении. По возвращении в Баку Алимурадов обратился в генпрокуратуру, куда передал плёнку и расписку Баширли. 3 августа Руслану Баширли было предъявлено обвинение по статье 278 (действия, направленные на насильственный захват власти, а также насильственное изменение конституционного строя) УК АР, и он был арестован.
Международные организации отмечают, что после этого на «Ени фикир» и членов семьи Баширли начались нападения. ОБСЕ осудило неоднократные нападения на офис организации в Баку и Нахичевани. «Международная Амнистия» в докладе за 2005 год отметила:

«Баширли отрицал обвинения в получении денег из Армении на дестабилизацию обстановки в стране. По имеющимся сведениям, на Баширли было оказано давление, чтобы он указал на лидера ПНФА Али Каримли, как на лицо, причастное к предположительной подготовке государственного переворота. Баширли провел под стражей три месяца. Демонстранты, поддерживающие правительство, безнаказанно атаковали его дом и офисы ПНФА. Отца Баширли вынудили уволиться с работы. Поступали сообщения о том, что членов „Ени Фикир“ задерживали, избивали, им угрожали, не оказывали медицинскую помощь и заставляли публично выступать против „Ени Фикир“ и ПНФА».

Комментируя арест Баширли и погромы офиса Партии Народного Фронта директор Правозащитного Центра Азербайджана Эльдар Зейналов заявил: «Появление перед выборами „шпионов“ и „террористов“ из числа активистов оппозиции, а также проведение погромных акций „возмущенной общественности“ было легко прогнозируемо и является составной частью грязных предвыборных технологий властей».
Приговором Суда по тяжким преступлениям от 12 июля 2006 года Баширли был приговорен к 7 годам по статье 278 Уголовного Кодекса (попытка государственного переворота). Вместе с ним были осуждены также два его заместителя: Рамин Тагиев — к 4 годам лишения свободы и Саид Нури — к 5 годам условно с испытательным сроком 3 года (с учётом его серьёзного заболевания). В 2006 г. С. Нури эмигрировал в США и в 2011 г. принял американское гражданство.
Как отмечает Human Rights Watch, первые несколько недель суд шёл в закрытом режиме, потом слушания стали открытыми. Как утверждает Human Rights Watch факты указывают на то, что процесс не соответствовал международным стандартам справедливого суда. Баширли в суде заявил, что его били и предлагали деньги, чтобы получить признательные показания. В дальнейшем Баширли подал жалобу в Европейский Суд по Правам Человека на жестокие условия содержания и несправедливый суд.
15 марта 2012 г. Баширли был помилован президентом страны и освобождён. Вскоре после этого он отозвал свою жалобу из ЕСПЧ.
После освобождения активистов "Ени Фикир", они не стали восстанавливать эту организацию. 18 мая 2012 г. Баширли заявил об уходе из политики и создании новой правозащитной организации "Помощь в защите прав граждан".
Кратковременно вернувшись в Азербайджан в сентябре 2014 г., С. Нури оказался в центре скандала в связи с непризнанием властями его американского гражданства. Ему отказали в выезде из страны и привлекли в качестве свидетеля к следствию по одному из уголовных дел. Неизвестными лицами был распространен снятый скрытой камерой порноролик с его участием. Лишь энергичные протесты Госдепарламента США позволили ему снова покинуть страну.